# Alphonse Monchablon
Pour les articles homonymes, voir Monchablon.

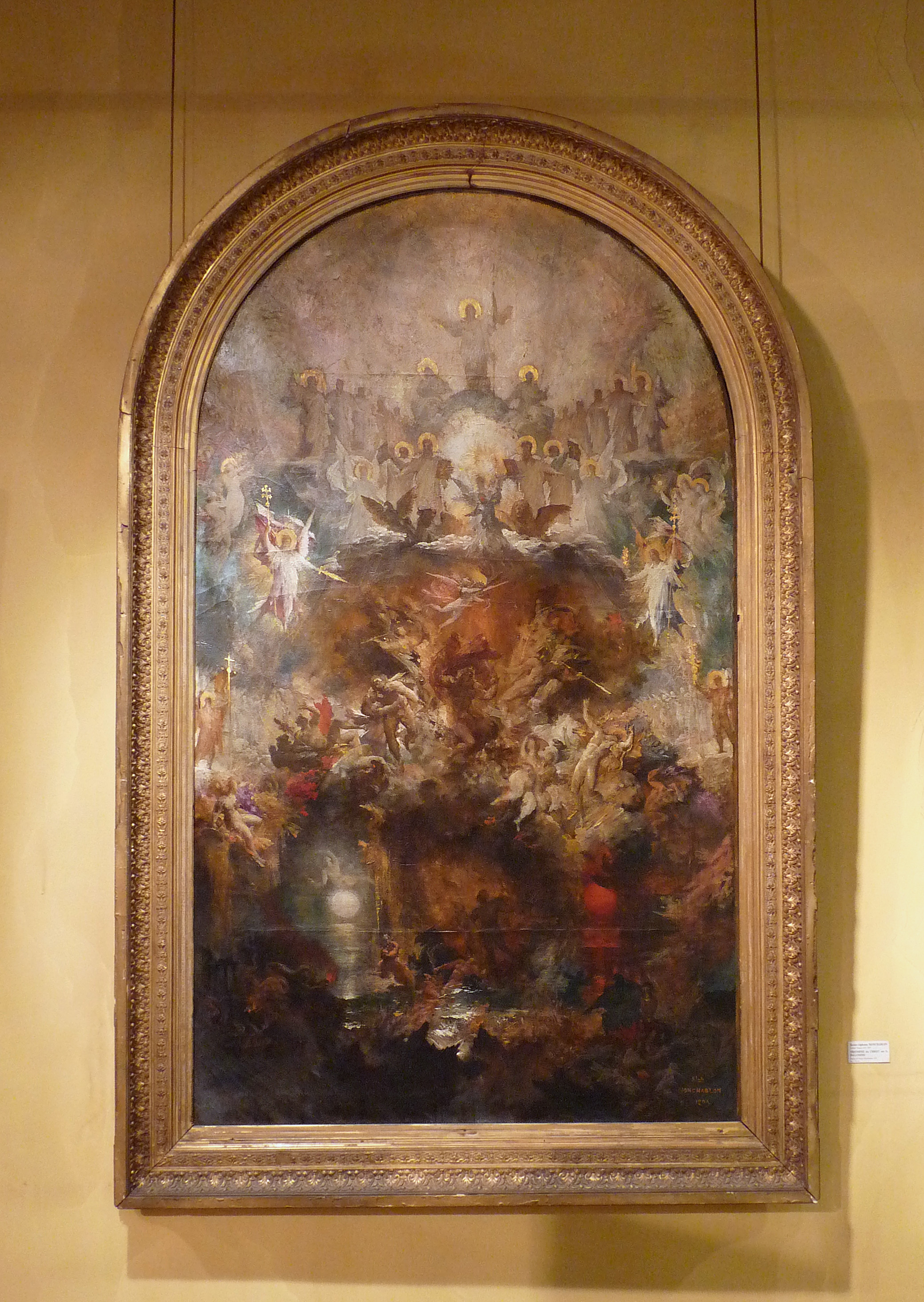
Triomphe du christ sur le paganisme, Remiremont, musée Charles-de-Bruyères.

Xavier Alphonse Monchablon, né à Avillers (Vosges) le 12 juin 1835 et mort à Paris le 30 janvier 1907, est un peintre français.

## Biographie
Fils de Jean-Nicolas Monchablon, instituteur, mais aussi artiste peintre amateur, et de Victoire François, Alphonse Monchablon apprend la lithographie à Mirecourt. Il entre en 1856 à l'École des beaux-arts de Paris, où il sera l'élève de Sébastien Cornu et de Charles Gleyre. Il obtient le deuxième prix de Rome en 1862, puis le premier prix en 1863 pour Joseph reconnu par ses frères, et débute au Salon de 1866. Il mène ensuite une brillante carrière avec de nombreuses reconnaissances officielles (médailles en 1869, 1874, et 1889 à l'Exposition universelle de Paris).
Il s'est consacré essentiellement au portrait et à de grandes fresques à thème religieux, dans un style académique. Une partie de son œuvre s'inscrit dans le courant religieux et nationaliste de la Lorraine amputée par l'Annexion de 1870.
Chevalier de la Légion d'honneur en 1897, il obtient la médaille d'argent en 1900 à l'Exposition universelle de Paris. Il décore plusieurs églises parisiennes de ses peintures.
Une de ses œuvres, Les Saints de la Vosge, est conservée au musée du Verre, du Fer et du Bois d'Hennezel-Clairey (Vosges).
Il est le père du peintre Édouard Monchablon (1879-1914). Sa sœur Nelly (née en 1836-1877) épousa en 1856 le peintre William Bouguereau.

## Œuvres

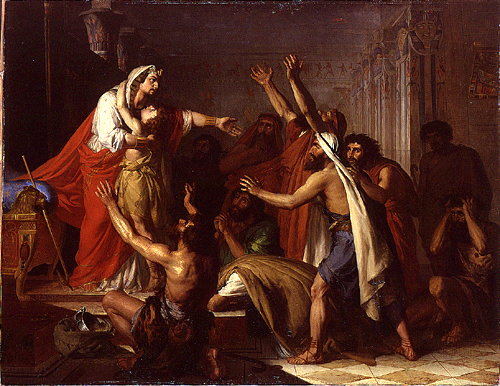
Joseph se fait reconnaître par ses frères (1863), Paris, École nationale supérieure des beaux-arts.

- Le Parnasse des Vosgiens célèbres, musée départemental d'Art ancien et contemporain d’Épinal.
- Funérailles de Moïse, Amiens, musée de Picardie.
- Joseph se fait reconnaître par ses frères, 1863, Paris, École nationale supérieure des beaux-arts.
- Triomphe du Christ sur le paganisme, Remiremont, musée Charles-de-Bruyères.
- Louis Joseph Buffet (1818-1898), 1887, Versailles, musée national des châteaux de Versailles et de Trianon[4].
- Portrait d'Ernest Hiolle, musée des Beaux-Arts de Valenciennes[5].
- Portrait de Monsieur Bougueret, 1882, Beaune, musée des Beaux-Arts[6].
- Les Quatre évangélistes, séminaire d'Angers.
- La Sainte Famille, 1869-1872, Paris, église Saint-Nicolas-des-Champs.
- Le Christ législateur, séminaire d'Angers.
- Couronnement de la Vierge, Versailles, chapelle des Eudistes.
- Victor Hugo à Guernesey, Musée départemental d'art ancien et contemporain d'Épinal.
- Le Sacrifice de l’Armée de terre et de la Marine pendant la guerre de 1870, deux toiles, l'une consacrée à l'Armée de terre, l'autre à la Marine, Domrémy-la-Pucelle, crypte de la basilique du Bois-Chenu[7].
- Les Saints de la Vosge, Hennezel, musée du Verre et des Activités anciennes de la forêt.
- Portrait d'homme tenant un carnet de croquis, Collection privée Thomas Meerman (Paris, France).